# Castro Caldelas
Castro Caldelas – gmina w Hiszpanii, w prowincji Ourense, w Galicji, o powierzchni 87,61 km². W 2011 roku gmina liczyła 1486 mieszkańców.